# 89 Юлія
89 Юлія — астероїд головного поясу, відкритий 6 серпня 1866 року французьким астрономом Едуардом Стефаном у Марсельської обсерваторії, Франція. Астероїд, ймовірно, названий на честь християнської святої Юлії Корсиканської, яка померла в V столітті. 
Астероїд належить до астероїдів типу S не перетинає орбіту Землі, і обертається навколо Сонця за 4,07 юліанських років.
Тіссеранів параметр щодо Юпітера — 3,363.